# Ємільчинська районна рада
Ємі́льчинська райо́нна ра́да Жито́мирської о́бласті — орган місцевого самоврядування Ємільчинського району Житомирської області. Розміщується в селищі міського типу Ємільчине.

## Склад ради
Загальний склад ради: 37 депутатів.
Виборчий бар'єр на чергових місцевих виборах 2015 року подолали п'ять політичних партій, котрі утворили стільки ж фракцій в районній раді. Безперечним лідером виявилась місцева організація партії «Європейська солідарність», котра отримала 16 депутатських місць, Всеукраїнське об'єднання «Батьківщина» здобуло 8 мандатів, «Народна Партія» — 5 місць, Радикальна партія Олега Ляшка та «Опозиційний блок» — по 4 депутати.

### Голова
23 листопада 2015 року, на першій сесії Ємільчинської районної ради VII скликання, головою районної ради обрано представника «Європейської Солідарности», інженера місцевого лісового господарства, Сороку Віктора Михайловича, заступницею стала Юлія Михайлівна Бондарчук з «Батьківщини», колишня вчителька.